# Alfred Molimard
Alfred Molimard (Serres, 29 oktober 1888 - 25 januari 1943) was een dammer uit Frankrijk. Hij was Internationaal Grootmeester.
Hij leerde het damspel in 1907 en onttroonde in 1912 wereldkampioen Isidore Weiss met 21-9. In datzelfde jaar prolongeerde hij zijn titel door een officieuze tweekamp tegen Jack de Haas met 21-19 te winnen. Later ging hij damles geven, een van zijn leerlingen was Li Tchoan King.
- 1912:  match tegen Isidore Weiss - 21-19
- 1912:  match tegen de Haas - 21-19
- 1912:  wereldkampioenschap - 23 uit 18
- 1928:  wereldkampioenschap - 26 uit 22

1885-1894 Dussaut · 1895 Leclercq · 1899-1911 Weiss · 1912-1912 Molimard · 1912 Hoogland · 1925 Bizot · 1926, 1931-1932 Fabre · 1928 Springer · 1933-1938 Raichenbach · 1945, 1947 Ghestem · 1948-1954 Roozenburg · 1956 Deslauriers · 1958, 1959, 1961, 1963, 1965, 1967, 1974 Koeperman · 1960, 1964 Sjtsjogoljev · 1963 Sy · 1968-1971 Andreiko · 1972, 1973 Sijbrands · 1976, 1977, 1981, 1983-1984 Wiersma · 1978, 1980, 1984, 1985 Gantvarg · 1982 Van der Wal · 1986, 1987 Dybman · 1988-1993, 1995, 1996, 2001, 2005 Tsjizjov · 1994 Valneris · 1998, 2007, 2009, 2017, 2021 Sjvartsman · 2003-2004, 2006, 2011-2015, 2019 Georgiejev · 2016, 2018, 2022 Boomstra · 2023 Anikejev